# 郑州地铁郑许线
郑州地铁郑许线全称郑州机场至许昌市域铁路，又称郑许市域铁路，位于河南省郑州市与许昌市，是连接郑州航空港区和许昌市的一条地铁线路，为河南省的第一条跨市地铁线路，于2023年12月26日，27日举行免费试乘活动，于12月28日开通运营。

## 线路走向

### 郑州段
根据规划，郑许线郑州段线路北起郑州航空港经济综合实验区巢湖路与凌烟街交叉口，向西至华夏大道后向南，至迎宾大道后向东，至新郑机场站后再向南，下穿新郑机场1号航站楼及南跑道后，沿雍州路向南至八千站后，继续向南至许昌市界接入郑许线许昌段，全长约33.43千米，设站16座，均为地下站，计划最高运营速度120km/h。

### 许昌段
郑许线许昌段以许昌东站为起点，经永昌大道转入魏武大道，沿魏武大道向北，途经许昌市建安区、长葛市，穿过李粮店煤矿，接入郑州段八千站，全长33.78公里，其中高架线长27.8公里，许昌东站与鹿鸣湖站之间区段，以及鹿鸣湖站与芙蓉湖站之间的部分区段为地下线路。设站11座，其中许昌东站和鹿鸣湖站2站为地下车站，其余站为高架车站，平均站间距3622米，设梅庄停车场1段，设主变电站2座（颍川路站、芙蓉湖站附近），为双线设计，设计时速为120公里。本项目建设工期为38个月，投资总额为102.35亿元。

## 车站
郑州地铁郑许线共设车站27座，其中郑州段16座，许昌段11座。各站点如下:
| 郑州地铁郑许线车站列表 |          |            |            |            |                                   |                |                |               |
| 编号                   | 大站快车 | 站名       | 所在行政区 | 所在行政区 | 换乘                              | 启用日期       | 结构类型       | 中心里程 (km) |
| 1721                   | ●        | 长安路北   | 郑州市     | 中牟县     |                                   | 2023年12月28日 | 地下二层岛式   | 13.905        |
| 1723                   | ●        | 港区北     | 郑州市     | 新郑市     | █ 城郊线 孟庄站                   | 2023年12月28日 | 地下三层岛式   | 15.984        |
| 1725                   | ｜       | 文体中心   | 郑州市     | 新郑市     | █ 11号线（规划）                  | 2023年12月28日 | 地下二层岛式   | 17.930        |
| 1727                   | ｜       | 枣园       | 郑州市     | 新郑市     |                                   | 2023年12月28日 | 地下二层岛式   | 19.429        |
| 1729                   | ｜       | 翱翔路     | 郑州市     | 新郑市     |                                   | 2023年12月28日 | 地下二层岛式   | 20.627        |
| 1731                   | ｜       | 长安路南   | 郑州市     | 新郑市     |                                   | 2023年12月28日 | 地下二层岛式   | 22.198        |
| 1733                   | ●        | 新郑机场   | 郑州市     | 新郑市     | █ 城郊线（需出站换乘） 新郑机场站 | 2023年12月28日 | 地下三层岛式   | 23.921        |
| 1735                   | ｜       | 遵大路     | 郑州市     | 新郑市     |                                   | 2023年12月28日 | 地下二层岛式   | 30.646        |
| 1737                   | ｜       | 苑陵故城西 | 郑州市     | 新郑市     | █ 16号线（规划）                  | 2023年12月28日 | 地下二层岛式   | 32.994        |
| 1739                   | ｜       | 洵美路     | 郑州市     | 新郑市     |                                   | 2023年12月28日 | 地下二层岛式   | 33.892        |
| 1741                   | ｜       | 龙王       | 郑州市     | 新郑市     |                                   | 2023年12月28日 | 地下二层岛式   | 35.885        |
| 1743                   | ●        | 龙王南     | 郑州市     | 新郑市     |                                   | 2023年12月28日 | 地下二层岛式   | 38.172        |
| 1745                   | ｜       | 双鹤湖北   | 郑州市     | 新郑市     |                                   | 2023年12月28日 | 地下二层岛式   | 39.386        |
| 1747                   | ｜       | 双鹤湖     | 郑州市     | 新郑市     |                                   | 2023年12月28日 | 地下三层岛式   | 40.462        |
| 1749                   | ●        | 双鹤湖南   | 郑州市     | 新郑市     |                                   | 2023年12月28日 | 地下二层岛式   | 41.673        |
| 1751                   | ｜       | 八千       | 郑州市     | 新郑市     |                                   | 2023年12月28日 | 地下二层岛式   | 42.940        |
| 1753                   | ｜       | 双庙李     | 许昌市     | 长葛市     |                                   | 2023年12月28日 | 高架二层双岛式 | 52.124        |
| 1755                   | ｜       | 大周       | 许昌市     | 长葛市     |                                   | 2023年12月28日 | 高架二层岛式   | 55.022        |
| 1757                   | ●        | 颍川路     | 许昌市     | 长葛市     |                                   | 2023年12月28日 | 高架三层侧式   | 60.988        |
| 1759                   | ●        | 葛天源     | 许昌市     | 长葛市     |                                   | 2023年12月28日 | 高架三层侧式   | 64.553        |
| 1761                   | ｜       | 永和路     | 许昌市     | 长葛市     |                                   | 2023年12月28日 | 高架三层侧式   | 67.528        |
| 1763                   | ｜       | 农大路     | 许昌市     | 建安区     |                                   | 2023年12月28日 | 高架三层侧式   | 70.728        |
| 1765                   | ●        | 体育中心   | 许昌市     | 建安区     |                                   | 2023年12月28日 | 高架三层侧式   | 73.274        |
| 1767                   | ｜       | 电气谷     | 许昌市     | 建安区     |                                   | 2023年12月28日 | 高架三层侧式   | 75.074        |
| 1769                   | ｜       | 芙蓉湖     | 许昌市     | 建安区     |                                   | 2023年12月28日 | 高架三层侧式   | 77.569        |
| 1771                   | ｜       | 鹿鸣湖     | 许昌市     | 建安区     |                                   | 2023年12月28日 | 地下二层岛式   | 80.546        |
| 1773                   | ●        | 许昌东     | 许昌市     | 建安区     | 许昌东站                          | 2023年12月28日 | 地下二层岛式   | 82.932        |

## 运营

许昌轨道标识

郑许线项目是《中原城市群城际轨道交通网规划（2009～2020年）》中的一条轨道交通线路。划分为许昌段和郑州段，由两个城市分别投资建设，贯通后统一运营。郑许线的运营公司为河南郑许轨道交通有限公司，由郑州地铁集团和许昌市建设投资有限责任公司（许昌建投）按51:49的出资比例联合成立。郑州市境内的车站和部分列车（单数编号）由郑州地铁集团拥有，标注郑州地铁的标识。许昌市境内的车站和部分列车（双数编号）则由许昌市域轨道交通有限公司（许昌建投的全资子公司）拥有，标注许昌轨道的标识。
2024年5月中旬，国家铁路局武汉铁路监督管理局约谈河南省发改委、交通厅，郑州市、许昌市、地铁集团、铁四院，宣讲交通运输部、国家铁路局《关于加强城际铁路、市（域）郊铁路监督管理的意见》，指出本线作为“市域铁路”，未取得国家铁路局的“铁路运输企业准入许可”，机车车辆驾驶人员也由地铁公司发证，要求整改。
2024年5月29日，郑许线开通“大站快车”服务，“大站快车”运营为工作日期间，每天5班。“大站快车”仅停靠长安路北站、港区北站、新郑机场站、龙王南站、双鹤湖南站、颍川路站、葛天源站、许昌东站等8站。
2024年9月23日，大站快车服务增停体育中心站，同时每天开行班次增加到15班。

## 车辆

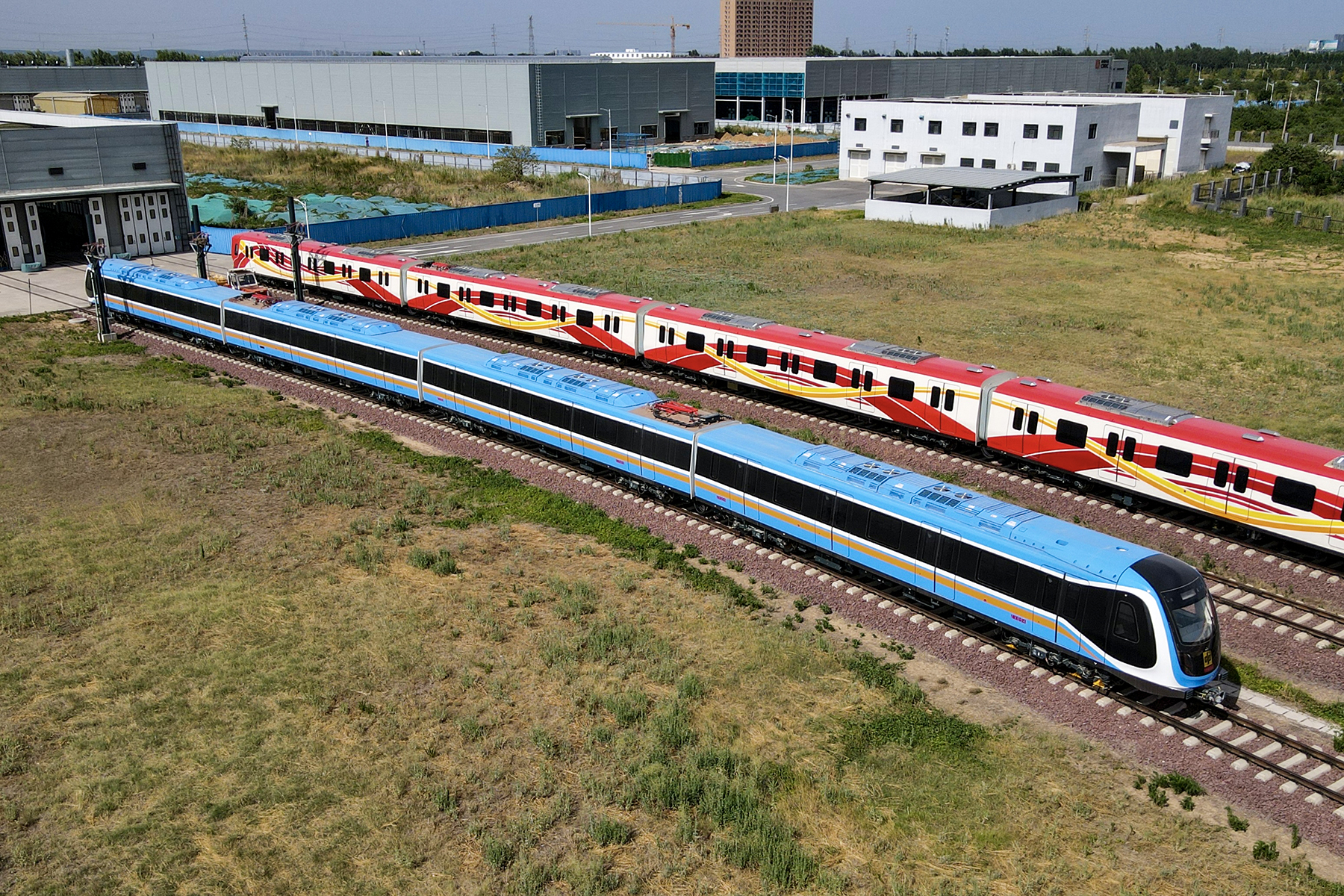
位于郑州中车四方轨道车辆有限公司厂区内的郑州地铁SFM99型电动车组

郑许线目前共配有20组列车，其中10组由郑州地铁集团拥有，10组由许昌市域轨道交通有限公司拥有，均为中车四方SFM99型，为中国标准地铁列车技术平台下的首款产品。该车为B型电动列车，采用4节编组，最高设计速度为135km/h，运营速度为120km/h，额定载客960人。
| 名称            | 制造商   | 车辆编组           | 制造年代  | 车辆编号                        | 车辆总数 |
| --------------- | -------- | ------------------ | --------- | ------------------------------- | -------- |
| 郑州地铁SFM99型 | 中车四方 | 4B (TMc+Mp+Mp+TMc) | 2021-2022 | ZX01\03\05\07\09\11\13\15\17\19 | 10组     |
| 许昌轨道SFM99型 | 中车四方 | 4B (TMc+Mp+Mp+TMc) | 2021-2022 | ZX02\04\06\08\10\12\14\16\18\20 | 10组     |

- TMc：带司机室的半动半拖车
- Mp：带受电弓的动车

## 历史

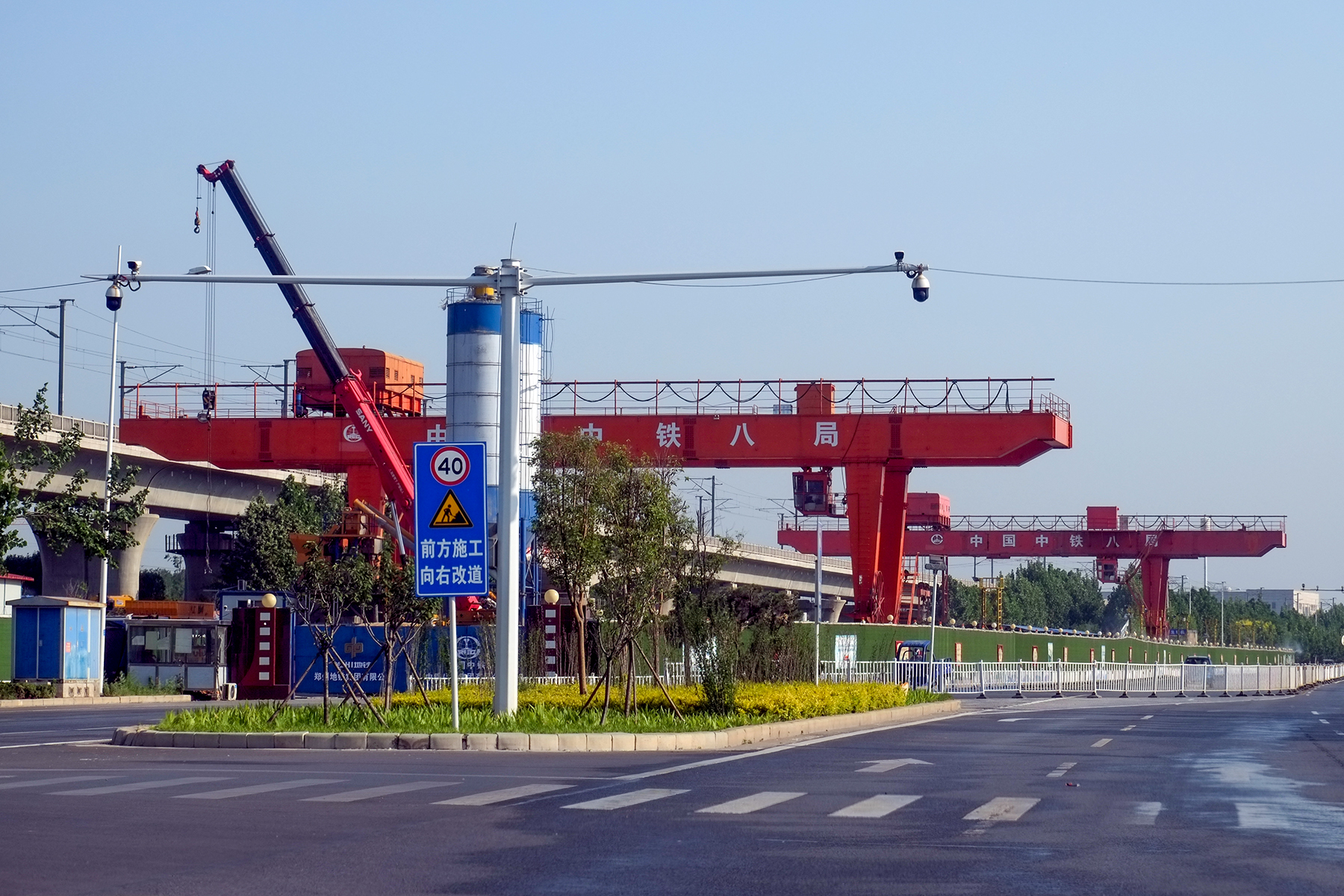
位于郑州航空港区华夏大道的文体中心站工地

### 最初规划
郑州市和许昌市之间的城际轨道交通最早可追溯至按城际铁路标准规划的郑许城际铁路，该线路在国家发改委2009年9月批复的《中原城市群城际轨道交通网规划(2009-2020)》中被列入近期实施的线路中，共分为两段，郑州至新郑机场段全长约29公里，新郑机场至许昌段全长约61公里。前者即目前的郑机城际铁路，已于2015年12月31日开通运营。而新郑机场至许昌段则一直未动工建设。

### 规划变更
2016年3月公示的《郑州市轨道交通线网规划修编（2015—2050）》中，出现了“M10线”，由商贸次中心至双鹤湖，长度为43.1km，共设24座车站，定位为航空港区骨干线。该线路在2016年4月的版本中以“17号线”的名称出现。2017年10月31日，《新郑机场至许昌市域（郊）铁路工程项目（许昌段）选址意见书》进行公示，选址位置图显示，许昌段线路进入郑州段后接入规划中的郑州轨道交通17号线。2019年5月8日，河南省自然资源厅官方网站对《郑州机场至许昌市域铁路工程（郑州段）选址意见书》进行公示。该意见书显示，郑许市域铁路的建设依据为国家发改委对原城际铁路的批复文，但郑州段走向与之前规划的郑州地铁17号线基本一致，且郑州段的建设单位为郑州地铁集团，许昌段则为许昌市建设投资有限责任公司，均不属于国铁范畴，表明该市域铁路已取代了原有的国铁城际铁路规划。

### 工程建设
郑许线许昌段和郑州段的可行性研究报告分别于2017年11月和2019年9月获河南省发改委批复。2017年12月6日，许昌段正式开工建设。郑州段则于2017年12月26日正式开工建设。
2019年8月3日，郑州段的寺东孙站（施工站名，正式名称为文体中心站）主体结构顺利封顶。
2019年9月25日，许昌段的农大路站实现封顶，为许昌段首个实现封顶的高架车站。2019年10月22日，郑许线许昌段的地下隧道部分实现全线贯通。
2022年9月8日，郑许线开始空载试运行。

## 未来发展
该线郑州段还规划有一条通向郑州园博园的园博园支线，为远期规划。根据规划，该支线工程为2站1区间，全长3.1km，为地下线。线路起于雍州路与树杞路交叉口的新港十一路站，规划与正线换乘，出站后线路向东沿树杞路敷设，后转入新港十一路走行，随后线路向东南下穿南水北调后，接至园博园A区西门游客中心，设园博园西站。